# Sedona
 (novembre 2018).
Si vous disposez d'ouvrages ou d'articles de référence ou si vous connaissez des sites web de qualité traitant du thème abordé ici, merci de compléter l'article en donnant les références utiles à sa vérifiabilité et en les liant à la section « Notes et références ».
Sedona est une ville de l'Arizona aux États-Unis située à une cinquantaine de kilomètres au sud de Flagstaff à cheval entre les comtés de Coconino et de Yavapai dans la région nord de Verde Valley.
Selon les évaluations 2005 du bureau de recensement, sa population est de 11 220 habitants. L'attraction principale de Sedona est la variété qu'elle offre de formations de grès rouge, les « roches rouges de Sedona ». Les formations semblent varier entre l'orange brillant et le rouge au lever et au coucher du soleil. Sedona est baptisée du nom de Sedona Miller Schnebly (1877-1950), épouse du premier receveur des postes de la ville, connue pour son hospitalité et son activité.

## Climat
Le climat de Sedona est un climat tempéré de montagne. En janvier, la température normale est de 10,5 degrés avec un minimum de -6. En juillet, la température normale est de 34 degrés avec un minimum de 17. Les précipitations annuelles sont de 482 millimètres.

## Géographie et géologie

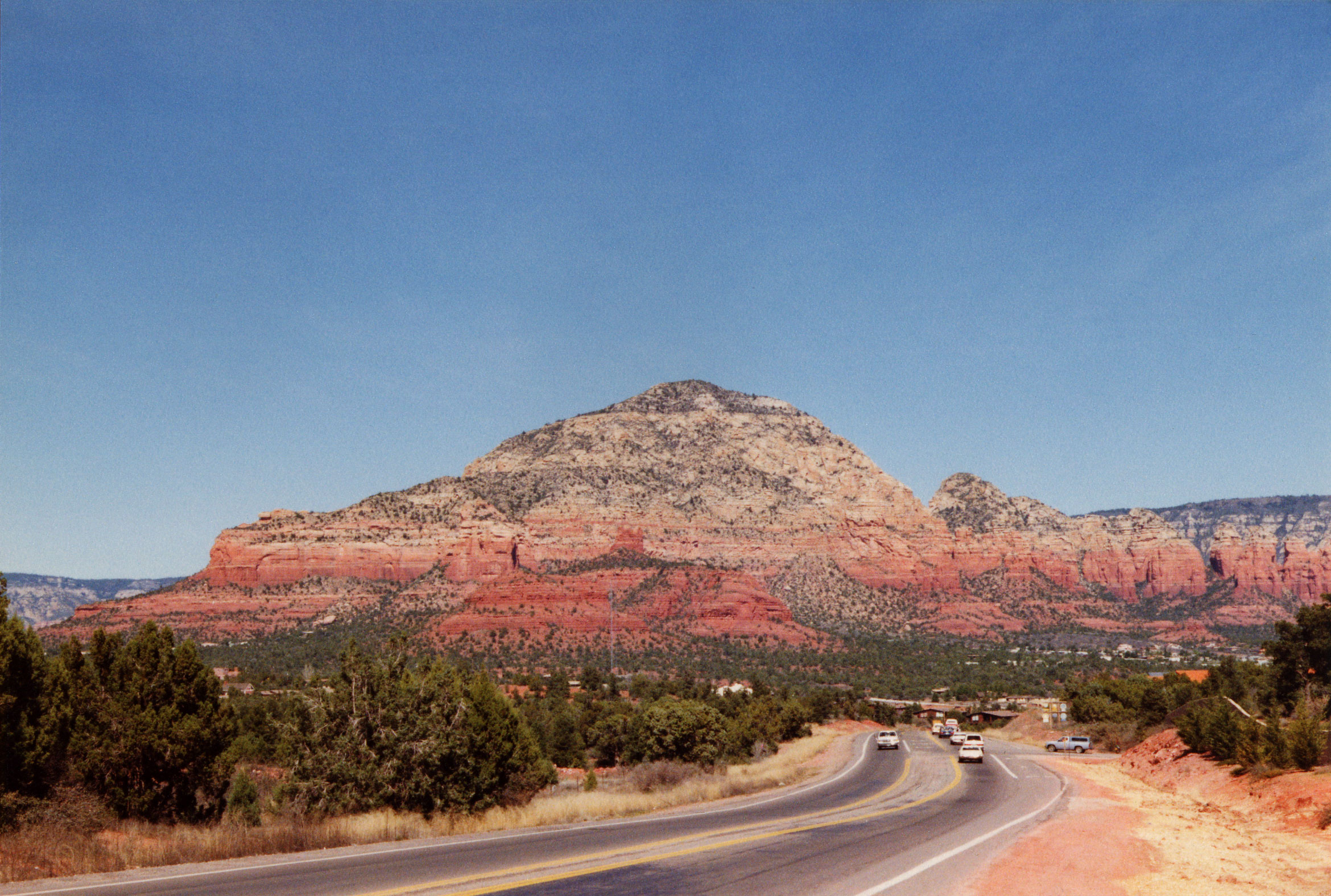
Colline de grès rouge à l'approche de Sedona.

Sedona est situé dans le désert supérieur de Sonora du nord de l'Arizona. À une altitude de 1 372 m, Sedona a des hivers doux et des étés souvent décrits comme « pas aussi chauds que Phoenix ou Tucson. » Selon le bureau de recensement des États-Unis, la ville a une superficie totale de 48,2 kilomètres carrés. Les roches rouges célèbres de Sedona sont constituées par une couche de roche connue sous le nom de formation de colline de Schnebly (ceb), c'est-à-dire une couche épaisse de grès rouge orange que l'on trouve seulement à proximité de Sedona. Le grès, un membre du groupe de Supai, a été déposé pendant la période permienne. Certaines formations rocheuses ressemblent étroitement au personnage de Snoopy (de la fameuse bande dessinée Peanuts) se trouvant sur son chenil. On dit qu'une autre roche voisine ressemble à Lucy, autre personnage de Peanuts. D'autres formations de roche sont dénommées roche de la cafetière, roche de Bell, roche de la cathédrale, roche de la cheminée, butte du tribunal, mitaines, pâtés en croûte de vache et oreilles de lapin.

## Démographie
| 1970  | 1980  | 1990  | 2000   | 2010   | 2020  |
| ----- | ----- | ----- | ------ | ------ | ----- |
| 2 022 | 5 368 | 7 720 | 10 192 | 10 031 | 9 684 |

Lors du recensement de 2000, il y avait 10 192 habitants, 4 928 ménages et 2 863 familles résidant dans la ville. La densité de population était de 211,6 habitants au kilomètre carré. Il y avait 5 684 maisons soit une densité moyenne de 118 au km2. La répartition raciale de la ville était de 92,17 % de blancs, 0,49 % d'afro-américains, 0,45 % d'américains indigènes, 0,94 % d'asiatiques, 0,09 % originaires des îles du Pacifique, 4,29 % d'autres origines et 1,57 % de deux origines ou plus. 8,90 % de la population étaient hispaniques ou Latino de n'importe quelle origine. Lors du recensement de 2000, il y avait 7 229 personnes vivant dans la partie (occidentale) du comté de Yavapai de la ville (70,9 % de sa population) et 2 963 vivant dans la partie (orientale) du comté de Coconino (29,1 %). Le secteur Yavapai représente 66,2 % de la superficie, contre 33,8 % pour Coconino. Il y avait 4 928 ménages dont 15,8 % ont des enfants de moins de 18 ans vivant avec eux, 48,6 % étaient des ménages mariés vivant ensemble, 6,6 % ont eu un chef de famille féminin sans mari, et 41,9 % n'étaient pas en famille. 32,2 % de tous les ménages sont composés de plusieurs individus et 14,2 % composés d'une seule personne de 65 ans ou plus. La taille moyenne de la maisonnée était de 2,06 et la taille moyenne de famille était 2,52. Dans la ville, la population est composée de 13,7 % de moins de 18 ans, 4,5 % de 18 à 24 ans, 21,2 % de 25 à 44 ans, 35,0 % de 45 à 64 ans et 25,6 % de 65 ans ou plus. L'âge médian était de 50 ans. Pour 100 femmes, il y avait 88,1 hommes. Pour 100 femmes de 18 ans et plus, il y avait 85,9 hommes. Le revenu médian pour un ménage dans la ville était de 44 042 $, et le revenu médian pour une famille était de 52 659 $. Les hommes ont eu un revenu médian de 32 067 $ contre 24 453 pour des femmes. Par habitant le revenu pour la ville était de 31 350 $. Environ 4,7 % des familles et 9,7 % de la population étaient au-dessous du seuil de pauvreté, y compris 12,1 % de ceux de moins 18 ans et 5,0 % de ceux de plus de 65 ans.

## Histoire

### Population indienne
Les indiens de la tribu des Apaches Yavapai ont été déplacés par la force de Verde Valley en 1876, à la réserve indienne de San Carlos, à 290 kilomètres au sud-est. 1 500 personnes ont dû marcher, en plein hiver, jusqu'à San Carlos Apache. Plusieurs centaines d'entre elles y ont perdu la vie. Les survivants ont été internés pendant 25 ans. Environ 200 personnes des Apaches Yavapai sont revenues à Verde Valley en 1900.

### Structure politique
Politiquement, Uptown Sedona (la partie dans le comté de Coconino) et West Sedona (dans la partie du comté de Yavapai) forment la ville de Sedona. À l'origine fondée en 1902, la ville a été incorporée en une seule ville en janvier 1988. Le village de Oak Creek, en dépit de sa situation à 11 kilomètres aux limites sud de la ville de Sedona, est une partie significative de la communauté.

### Sedona dans l'histoire du cinéma
Plusieurs des westerns classiques de Hollywood ont été filmés à Sedona ou dans ses environs. Les buttes de roche et le paysage rouge du désert ont fourni un décor frappant pour ces films, notamment La Flèche brisée (1950), avec dans le premier rôle James Stewart, ou 3 H 10 pour Yuma (1957), deux films de Delmer Daves. Les lieux de prise de vue d'un certain nombre de films peuvent encore être visités en suivant des pistes loin des routes principales. Une scène de chasse dans Midnight Run avec Robert De Niro et de Charles Grodin a été filmée sur les pistes entourant Sedona.

### Le feu
Le 18 juin 2006, un feu de forêt, probablement dû à des campeurs, a commencé à environ 1,6 kilomètre au nord de Sedona. Ce que l'on a appelé le Brins Fire s'est étendu sur 17 km2 à Brins Mesa, Wilson Mountain et au canyon Oak Creek avant que les services des forêts de l'USDA l'ait déclaré contenu à 100 % à 18 h, le 28 juin. Le coût des pertes a été estimé à 6 400 000 $.

## Culture

### Monuments
La chapelle Sainte-Croix est une chapelle catholique achevée en 1957.

### Vie culturelle
De nombreux événements se déroulent chaque année à Sedona dont :
- le Sedona International Film Festival (en) ;
- le Sedona Jazz on the Rocks Festival ;
- le Sedona Marathon ;
- le Sedona Miracle Annual Charity Fundraiser ;
- le El Prado by the Creek's annual Creekside Serenade chaque mois de mai avec des événements artistiques et musicaux sur les bords de la Oak Creek au Tlaquepaque Arts & Crafts Village.

Sedona est le siège de quelques organisations artistiques notables dans le nord de l'Arizona :
- le Sedona Arts Center, fondé en 1958, est le plus ancien centre artistique du nord de l'Arizona ;
- le Sedona Jazz on the Rocks festival, fondé en 1982, a lieu tous les ans au Radisson Poco Diablo Resort et autres endroits sur quatre jours en septembre ;
- le Chamber Music Sedona sponsorise un programme annuel de musique de chambre d'octobre à mai. Le 25e anniversaire de cet événement a été fêté en 2007-2008 ;
- le Sedona International Film Festival & Workshop depuis 1995. Ce festival d'une semaine a lieu fin février et début mars au Harkins Theatres pendant que d'autres événements ont lieu dans le quartier des hôtels. Le festival accueille également des événements chaque mois ;
- le GumptionFest, depuis 2006 par le GumptionFest Artistic Support Foundation, directeur exécutif : Dylan Jung, est un festival de rue qui a lieu lors du premier week-end de juin ;
- NORAZ Poets (en), fondé en 2003, est un réseau bénévole de poésie basé à Sedona.

### New Age
Sedona est considérée comme une « capitale du New Age » aux États-Unis. Une industrie touristique spécialisée pour les adeptes de ce courant spirituel s'est développée dans la seconde moitié du XXe siècle. Des convergences harmoniques y sont régulièrement organisées depuis que José Argüelles lança la première en 1987. Cet engouement pour la ville est dû notamment à l'existence alléguée de « vortex spirituels » dans la zone des canyons de Bell Rock, de Cathedral Rock et de Boynton Canyon,.

## Honneur
L'astéroïde (157064) Sedona porte son nom.